# Euro starter kit

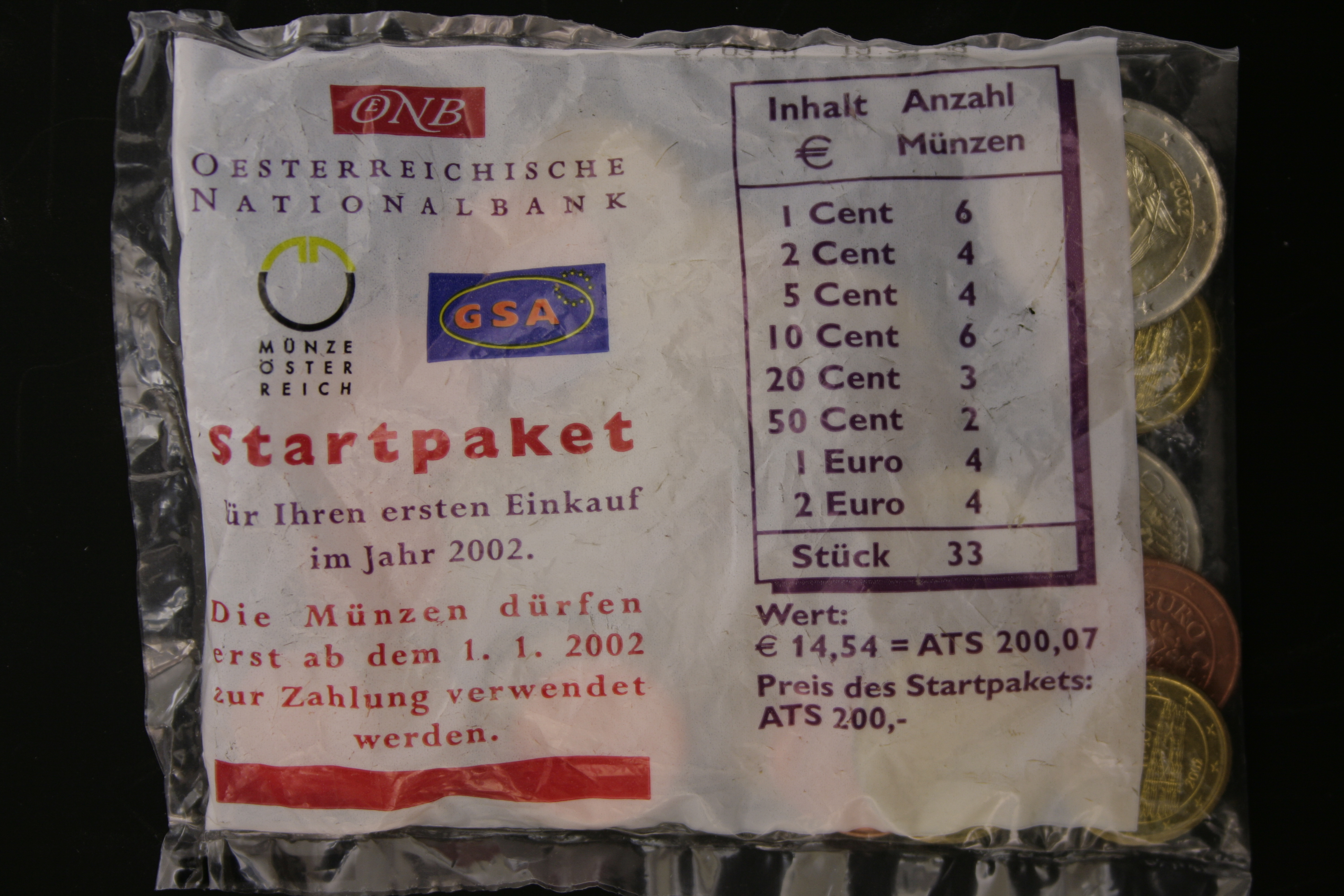
Euro starter kit austriaco

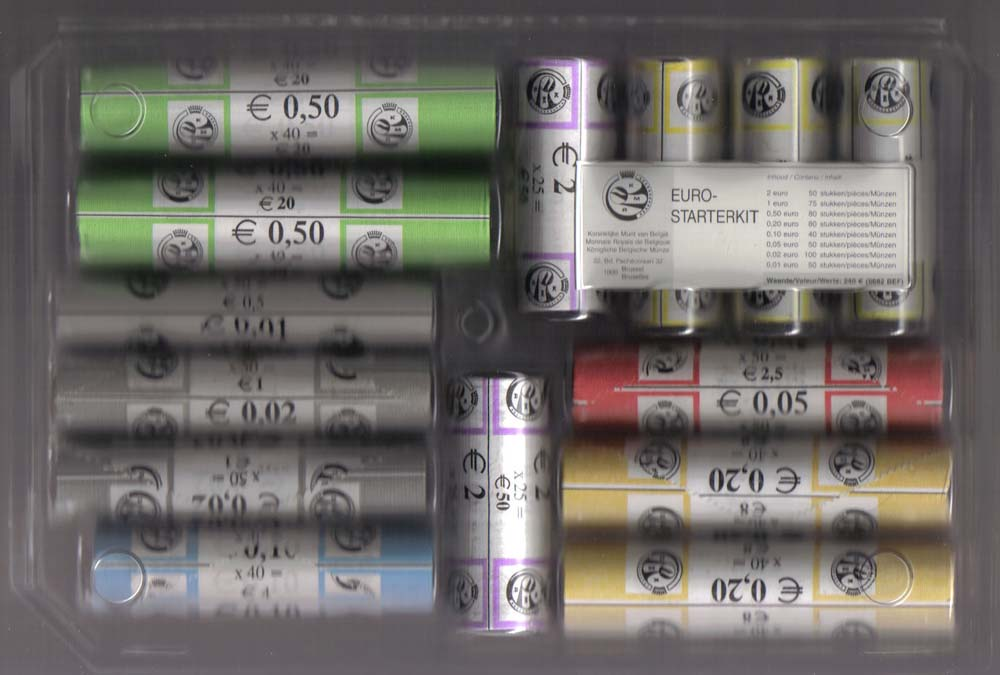
Euro starter kit belga (per commercianti)

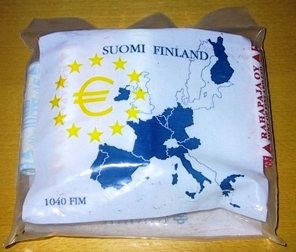
Euro starter kit finlandese

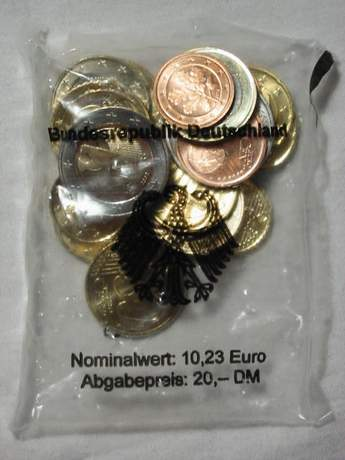
Euro starter kit tedesco

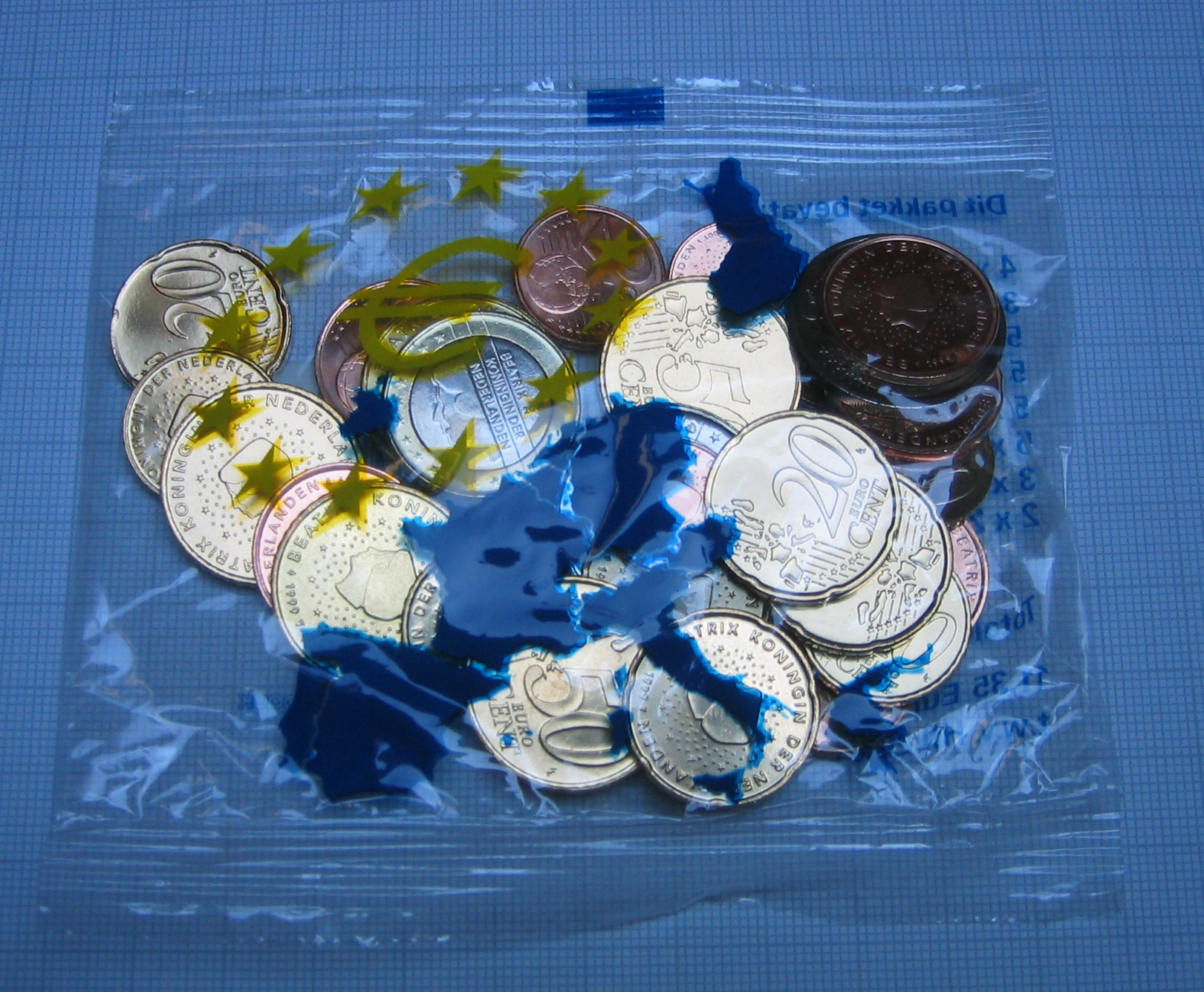
Euro starter kit olandese

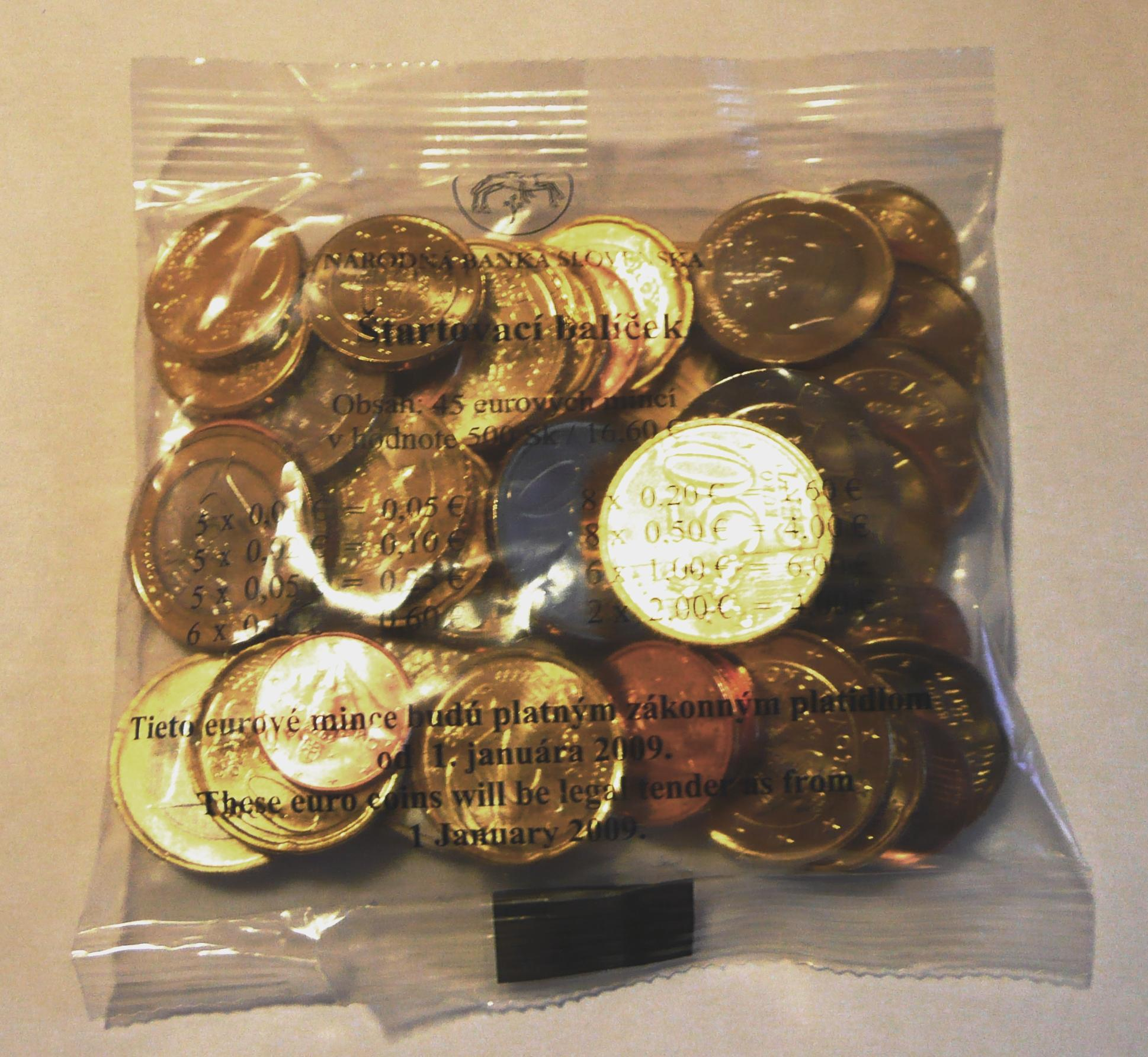
Euro starter kit slovacco

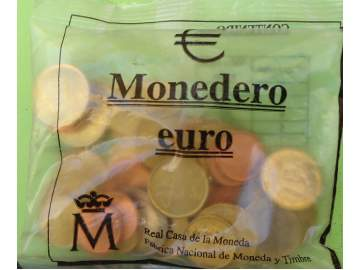
Euro starter kit spagnolo

Gli euro starter kit sono sacchetti di plastica sigillati contenenti monete euro con tutti e otto i tagli (1, 2, 5, 10, 20, 50 centesimi di euro e 1 e 2 euro). Vengono realizzati con lo scopo di rendere familiare e riconoscibile la valuta comune europea ai cittadini di un paese che ha deciso di entrare a far parte dell'Eurozona; inoltre, servono per rifornire di monete i commercianti prima dell'entrata in vigore dell'euro. Solitamente gli euro starter kit vengono forniti dalle banche alcune settimane prima dell'introduzione ufficiale delle nuove monete e banconote.
In generale esistono 2 tipi di euro starter kit: uno destinato ai cittadini comuni, comunemente chiamato mini kit, per differenziarlo da quello più capiente e l'altro riservato ai commercianti, contenente un maggior quantitativo di monete, solitamente raccolte in rotolini anziché in sacchetti.
Solo nel dicembre del 2001, in occasione del passaggio all'euro dei primi dodici paesi che hanno aderito all'Eurozona, sono stati distribuiti più di 150 milioni di starter kit con 4,2 miliardi di monete per un valore complessivo di 1,6 miliardi di euro.
In Italia, prima dell'introduzione dell'euro in sostituzione della lira italiana, vennero confezionati 30 milioni di mini kit che avevano al loro interno un quantitativo di monete del valore complessivo di 12,91 €, pari a 25 000 lire. Le monete erano ripartite nella seguente maniera: 11 pezzi da 1 centesimo, 10 pezzi da 2 centesimi, 10 pezzi da 5 centesimi, 6 pezzi da 10 centesimi, 5 pezzi da 20 centesimi, 5 pezzi da 50 centesimi, 4 pezzi da 1 euro e 2 pezzi da 2 euro, per un totale di 53 monete. I mini kit italiani furono distribuiti dalle banche e dagli uffici postali a partire dal 15 dicembre 2001 (15 giorni prima dell'introduzione ufficiale delle nuove monete e banconote, avvenuta il 1º gennaio 2002). Sebbene i suddetti kit contenessero monete che sarebbero entrate in uso a breve, al momento dell'acquisto era necessario dichiarare di non spendere le monete prima dell'entrata in circolazione dell'euro.

## Starter kit nei paesi dell'Eurozona

### Starter kit per il pubblico (Mini kit)
| Paese           | Monete | 2 € | 1 € | 0,50 € | 0,20 € | 0,10 € | 0,05 € | 0,02 € | 0,01 € | Valore facciale | Valore facciale         | Quantità   |
| Andorra         | 22     | 1   | 2   | 2      | 5      | 5      | 5      | 1      | 1      | 6,78 €          | 1118,10 ESP / 44,47 FRF | ?          |
| Austria         | 33     | 4   | 4   | 2      | 3      | 6      | 4      | 4      | 6      | 14,54 €         | 200 ATS                 | 6 000 000  |
| Belgio          | 29     | 2   | 5   | 4      | 3      | 5      | 4      | 4      | 2      | 12,40 €         | 500 BEF                 | 5 300 000  |
| Cipro           | 47     | 3   | 5   | 7      | 8      | 5      | 6      | 6      | 7      | 17,09 €         | 10 CYP                  | 250 000    |
| Croazia         | 33     | 3   | 3   | 5      | 5      | 5      | 3      | 4      | 5      | 13,28 €         | 100 HRK                 | 1 200 000  |
| Estonia         | 42     | 2   | 4   | 5      | 6      | 6      | 6      | 6      | 7      | 12,79 €         | 200 EEK                 | 600 000    |
| Finlandia       | 8      | 1   | 1   | 1      | 1      | 1      | 1      | 1      | 1      | 3,88 €          | 23 FIM                  | 500 000    |
| Francia         | 40     | 4   | 3   | 4      | 7      | 4      | 5      | 7      | 6      | 15,25 €         | 100 FRF                 | 53 000 000 |
| Germania        | 20     | 2   | 3   | 4      | 4      | 3      | 2      | 1      | 1      | 10,23 €         | 20 DEM                  | 53 542 000 |
| Grecia          | 45     | 2   | 5   | 6      | 7      | 8      | 6      | 6      | 5      | 14,67 €         | 5000 GRD                | 3 000 000  |
| Irlanda         | 19     | 1   | 2   | 2      | 4      | 4      | 2      | 1      | 3      | 6,35 €          | 5 IEP                   | 750 000    |
| Italia          | 53     | 2   | 4   | 5      | 5      | 6      | 10     | 10     | 11     | 12,91 €         | 25 000 ITL              | 30 000 000 |
| Lettonia        | 45     | 2   | 4   | 7      | 8      | 7      | 5      | 6      | 6      | 14,23 €         | 10 LVL                  | 600 000    |
| Lituania        | 23     | 3   | 3   | 3      | 3      | 3      | 2      | 3      | 3      | 11,59 €         | 40 LTL                  | 900 000    |
| Lussemburgo     | 29     | 2   | 5   | 4      | 3      | 5      | 4      | 4      | 2      | 12,40 €         | 500 LUF                 | 700 000    |
| Malta           | 34     | 2   | 3   | 5      | 6      | 6      | 5      | 3      | 4      | 11,65 €         | 5 MTL                   | 330 000    |
| Monaco          | 40     | 4   | 3   | 4      | 7      | 4      | 5      | 7      | 6      | 15,25 €         | 100 FRF                 | 51 200     |
| Paesi Bassi (1) | 8      | 1   | 1   | 1      | 1      | 1      | 1      | 1      | 1      | 3,88 €          | 8,55 NLG                | 16 000 000 |
| Paesi Bassi (2) | 32     | 2   | 3   | 5      | 5      | 5      | 5      | 3      | 4      | 11,35 €         | 25 NLG                  | 8 800 000  |
| Portogallo      | 34     | 2   | 2   | 4      | 5      | 6      | 5      | 5      | 5      | 10,00 €         | 2005 PTE                | 1 000 000  |
| Slovacchia      | 45     | 2   | 6   | 8      | 8      | 6      | 5      | 5      | 5      | 16,60 €         | 500 SKK                 | 1 200 000  |
| Slovenia        | 44     | 2   | 4   | 4      | 7      | 6      | 6      | 7      | 8      | 12,52 €         | 3000 SIT                | 450 000    |
| Spagna          | 43     | 2   | 2   | 7      | 7      | 6      | 6      | 9      | 4      | 12,02 €         | 2000 ESP                | 23 000 000 |
| Vaticano 2002   | 8      | 1   | 1   | 1      | 1      | 1      | 1      | 1      | 1      | 3,88 €          | 7512,73 ITL             | 2000       |

### Starter kit per i commercianti
| Paese             | Rotolini | 2 € | 1 € | 0,50 € | 0,20 € | 0,10 € | 0,05 € | 0,02 € | 0,01 € | Monete | Valore facciale | Valore facciale | Quantità  |
| Austria           | ?        | ?   | ?   | ?      | ?      | ?      | ?      | ?      | ?      | 525    | 145,00 €        | 1994 ATS        | 750 000   |
| Belgio            | 14       | 2   | 3   | 2      | 2      | 1      | 1      | 2      | 1      | 525    | 145,00 €        | 9675 BEF        | ?         |
| Cipro             | 15       | 1   | 2   | 2      | 2      | 2      | 2      | 2      | 2      | 615    | 172,00 €        | 100,67 CYP      | 40 000    |
| Croazia           | ?        | ?   | ?   | ?      | ?      | ?      | ?      | ?      | ?      | 525    | 145,50 €        | 1096,27 HRK     | ?         |
| Estonia (tipo 1)  | 8        | 1   | 1   | 1      | 1      | 1      | 1      | 1      | 1      | 320    | 111,00 €        | 1736 EEK        | ?         |
| Estonia (tipo 2)  | 15       | 2   | 2   | 1      | 1      | 3      | 2      | 2      | 2      | 600    | 198,00 €        | 3096 EEK        | ?         |
| Finlandia         | 12       | 1   | 1   | 3      | 2      | 3      | 2      | -      | -      | 615    | 168,00 €        | 1040 FIM        | ?         |
| Italia            | 22       | 1   | 3   | 3      | 4      | 3      | 3      | 2      | 3      | 900    | 240,00 €        | 464 750 ITL     | ?         |
| Lettonia          | 18       | 1   | 3   | 2      | 2      | 2      | 3      | 2      | 3      | 740    | 200,00 €        | 140,56 LVL      | 150 000   |
| Lituania (tipo 1) | 8        | 1   | 1   | 1      | 1      | 1      | 1      | 1      | 1      | 320    | 111,00 €        | 383,26 LTL      | 60 000    |
| Lituania (tipo 2) | 15       | 2   | 2   | 1      | 2      | 2      | 1      | 2      | 3      | 600    | 200,00 €        | 690,56 LTL      | 50 000    |
| Lussemburgo       | 8        | 1   | 1   | 1      | 1      | 1      | 1      | 1      | 1      | 320    | 111,00 €        | 4475 LUF        | ?         |
| Malta             | 14       | 1   | 1   | 1      | 2      | 3      | 2      | 2      | 2      | 590    | 131,00 €        | 56,24 MTL       | 33 000    |
| Portogallo        | 18       | 2   | 2   | 3      | 3      | 2      | 2      | 2      | 2      | 720    | 250,00 €        | 50 125 PTE      | ?         |
| Slovenia          | 17       | 1   | 3   | 2      | 2      | 3      | 2      | 2      | 2      | 680    | 201,00 €        | 48 167 SIT      | 45 000    |
| Spagna            | ?        | ?   | ?   | ?      | ?      | ?      | ?      | ?      | ?      | 18     | 30,41 €         | 5060 ESP        | 3 500 000 |